# Seiōbo

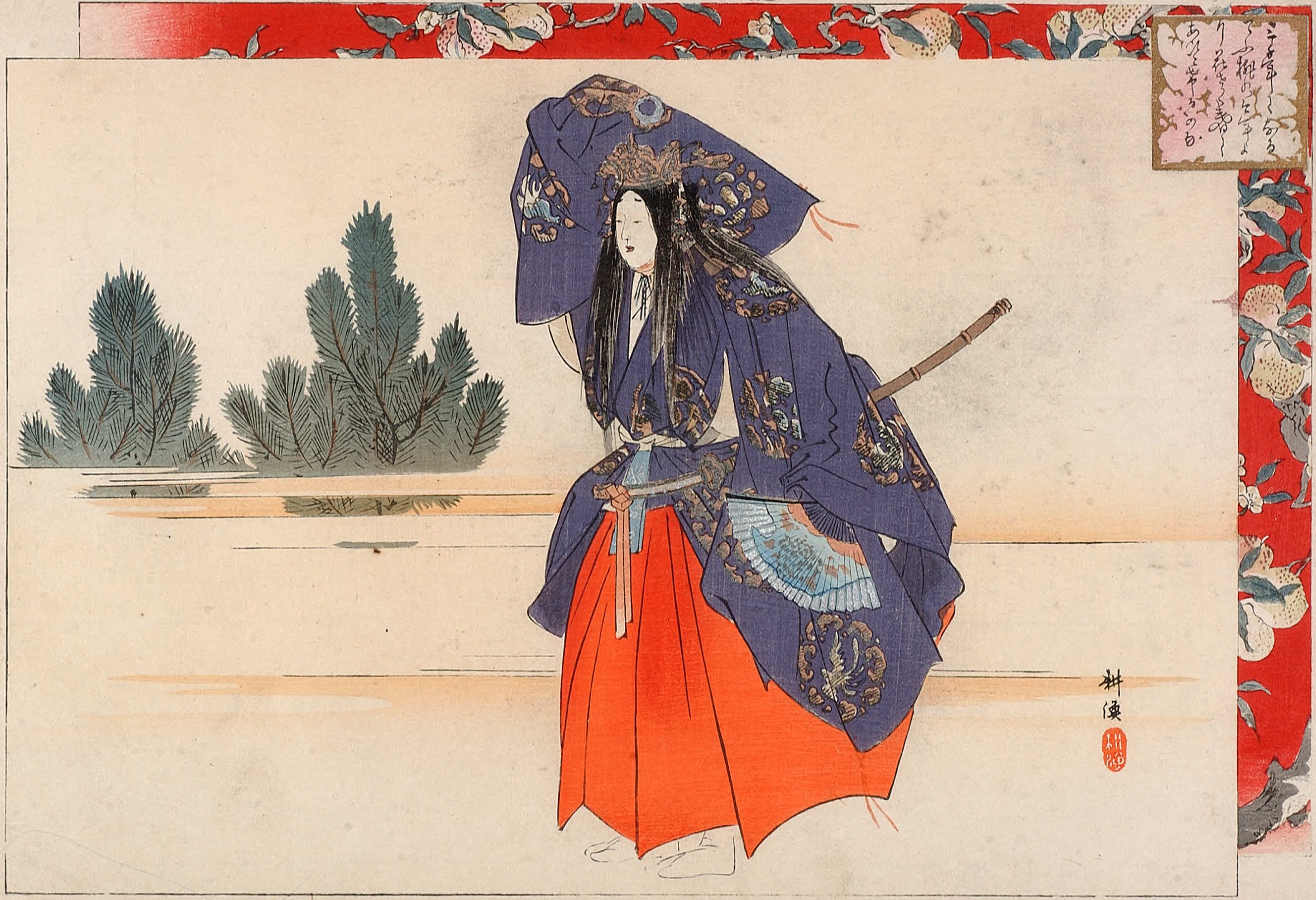
Szene aus Seiōbo

Seiōbo (japanisch 西王母), Königin-Mutter des Westens, ist der Titel eines Nō-Dramas, verfasst von Zeami. Das Stück ist im Rahmen der Nō-Kategorie ein Erstspiel.

## Vorbemerkung
Jahreszeit: Frühling, 3. Monat nach dem Mondkalender. Ort: Palast des Königs Mu (穆王) der Zhou-Dynastie.
- Kyōgen[A 2]: Beamter der Tang-Dynastie
- Waki:König Mu
- Wakizure: Minister des Königs
- Shite I: Junge Frau
- Tsure I: Begleiterin mit Pfirsichblütenzweig
- Shite II: Göttin mit Zierschwert
- Tsure II: Begleiterin mit Pfirsich

## Handlung
1. Akt
  1. Vorspiel: (Ein Kasten, gebildet aus Stangen, wird aufgestellt: der Thron des Königs.) Ein Beamter des Herrschers Mu preist die glückhafte Dynastie und die gute Zeit. (Der Beamte tritt ab, König Mu tritt auf mit seiner Begleitung). Minister: „Oh Glück, lobpreisend wert! Von Urzeiten her, seit den drei Urregenten (三皇) und den Fünf großen Kaisern bis zur Regierung des heutigen Tages, wo hätt‘ es solch glückhafte Dynastien gegeben.“ Der Chor besingt den Palast und die Hauptstadt.
  2. Als unkenntliche Frau tritt die führende Figur, die Königin-Mutter des Westens, mit einer Begleiterin unter Orchesterklang auf. Beide haben Pfirsichzweige in den Händen und kommen beide von der Brücke her auf die Bühne: „Alles Volk strömt her, die Blütenpracht zu schauen“.
  3. Frage und Antwort zwischen der Frau und dem König bezüglich des nur einmal in 3000 Jahren glückhaft erblühenden und Frucht bildenden Pfirsichs. Ewiges Leben im Garten der Königin-Mutter-des-Westens. Gesang, Disput mit Steigerung bis zu dem Punkt, da deutlich wird, wer diese Frau ist. Die Frau geht mit ihrer Begleiterin ab.
  4. Zwischenspiel
2. Akt
  1. Wartegesang. Mit Orchesterklang erscheint die Königin-Mutter in wahrer Gestalt und in großer Aufmachung. Sie überreicht den Pfirsich des ewigen Lebens dem Herrscher und tanzt einen Abschlusstanz, während der Chor die Blumen das Aufsteigen der Königin-Mutter in den Himmel besingt.